# Comuna Lumbarda, Dubrovnik-Neretva
Lumbarda este o comună în cantonul Dubrovnik-Neretva, Croația, având o populație de 1.213 locuitori (2011).

## Demografie
Componența etnică a comunei Lumbarda
     Croați (97,2%)
     Necunoscut (0,33%)
     Neclasificat (2,23%)
Componența confesională a comunei Lumbarda
     Catolici (91,1%)
     Fără religie și atei (3,54%)
     Necunoscută (2,97%)
     Alte religii (2,39%)
Conform recensământului din 2011, comuna Lumbarda avea 1.213 locuitori. Din punct de vedere etnic, majoritatea locuitorilor (97,2%) erau croați. Apartenența etnică nu este cunoscută în cazul a 0,33% din locuitori. Din punct de vedere confesional, majoritatea locuitorilor (91,1%) erau catolici, cu o minoritate de persoane fără religie și atei (3,54%). Pentru 2,97% din locuitori nu este cunoscută apartenența confesională.